# پاریا (پرو)
پاریا (به اسپانیایی: Paria) یک کوه در پرو است که در Peru, Ancash Region, Huánuco Region واقع شده‌است. پاریا ۵٬۱۹۰ متر بالاتر از سطح دریا واقع شده‌است.